# Vũ Ngọc Phượng
Vũ Ngọc Phượng (5 tháng 8 năm 1985 – 8 tháng 3 năm 2022, hay còn có tên "Phoenix Vũ", "Phượng Khểnh" hay "Khểnh") là đạo diễn và nhà biên kịch người Việt Nam.
Vũ Ngọc Phượng thành công từ cuối thập niên 2000 khi làm đạo diễn và biên kịch cho nhiều video âm nhạc tạo tiếng vang lớn. Ngoài ra, anh cũng hợp tác trong nhiều dự án phim truyền hình. Tới năm 2014, anh lấn sân sang điện ảnh và ngay lập tức có được nhiều giải thưởng lớn là Giải Cánh diều cho "Đạo diễn xuất sắc nhất phim truyện điện ảnh" năm 2016 (phim 12 chòm sao: Vẽ đường cho yêu chạy), ngoài ra là các Giải Ban giám khảo phim truyện điện ảnh xuất sắc nhất Liên hoan phim Việt Nam các năm 2017 và 2019.
Vũ Ngọc Phượng qua đời vào năm 2022 do bệnh tim tứ chứng bẩm sinh.

## Tiểu sử
Sinh ra tại Hà Nội, Vũ Ngọc Phượng tham gia vào nhiều dự án điện ảnh ngay từ khi còn là học sinh. Sau khi tốt nghiệp tại Trường Trung học phổ thông chuyên Hà Nội – Amsterdam, anh theo học ngành Công nghệ thông tin tại Đại Học Bách Khoa Hà Nội, trước khi chuyển hướng sang lĩnh vực truyền hình với vai trò trợ lý, và sau này là dẫn chương trình (Tôi 20 của đài VTC). Năm 2010, anh theo học ngành làm phim tại International Academy of Film and Television (Cebu). Cùng năm, anh vào Thành phố Hồ Chí Minh khi nhận được cuộc gọi từ Ngô Thanh Vân để hỗ trợ làm các video âm nhạc và phim tài liệu Khao khát đỉnh cao cho nhóm 365daband.
Năm 2013, anh tốt nghiệp Thạc sĩ chuyên ngành Biên kịch tại trường London Film School. Cuối năm, anh quay trở về Việt Nam thực hiện nhiều video âm nhạc thành công như "Baby don't cry", "Ác mộng", "Anh sợ mất em" (365), "Bốn chữ lắm" (Trúc Nhân & Trương Thảo Nhi), "Âm thầm bên em", "Chắc ai đó sẽ về", "Không phải dạng vừa đâu" (Sơn Tùng M-TP), "Vẫn" (Bích Phương)... Anh là người trực tiếp biên tập và đóng góp kịch bản cho nhiều bộ sitcom trên truyền hình, như Chít và Pi (2008) hay Bộ tứ 10A8 (2009–2010).
Năm 2014, Vũ Ngọc Phượng thử sức trong lĩnh vực điện ảnh khi đồng kịch bản phim Chàng trai năm ấy, viết về cuộc đời của ca sĩ Wanbi Tuấn Anh. Thành công giúp anh ra mắt nhiều bộ phim được đánh giá cao cả về chuyên môn lẫn doanh thu như 12 chòm sao: Vẽ đường cho yêu chạy (2015), 100 ngày bên em (2018), Anh trai yêu quái (2019)... Đặc biệt, Vẽ đường cho yêu chạy đã giúp anh mang về Giải Cánh diều bạc năm 2016 cho "Phim truyện điện ảnh", cũng như cho "Đạo diễn xuất sắc nhất phim truyện điện ảnh". 100 ngày bên em cũng xuất sắc giành giải "Phim truyện điện ảnh xuất sắc" tại Liên hoan phim Việt Nam lần thứ 21 (2019), được tổ chức tại Bà Rịa – Vũng Tàu.
Vũ Ngọc Phượng qua đời vào sáng ngày 8 tháng 3 năm 2022 sau thời gian dài mắc bệnh tim tứ chứng bẩm sinh.

## Tác phẩm

### Video âm nhạc
- "Ác mộng (Nightmare)" (365daband) (đồng đạo diễn với Ngô Thanh Vân, tác giả kịch bản)
- "Anh sợ mất em" (365) (đồng giám đốc sáng tạo với Isaac, đạo diễn)
- "Baby don't cry" (365) (biên tập)
- "Bốn chữ lắm" (Trúc Nhân & Trương Thảo Nhi) (đạo diễn, tác giả kịch bản)
- "Bống bống bang bang" (365) (điều phối sản xuất)
- "Chắc ai đó sẽ về" (Sơn Tùng M-TP) (đạo diễn, editor, giám đốc sáng tạo)
- "Hạnh phúc là khi..." (Jun Phạm) (quay phim, set up, trang trí nhà)
- "Không phải dạng vừa đâu" (Sơn Tùng M-TP)
- "Music in me (Âm nhạc trong tôi)" (365) (giám đốc hình ảnh, biên tập viên, đồng giám đốc sáng tạo với Ngô Thanh Vân)
- "Oh my love" (365) (trợ lý đạo diễn, editor)
- "Vẫn" (Bích Phương) (đạo diễn, tác giả kịch bản, giám đốc sáng tạo, sản xuất)
- "Sống thật một cá tính" (Đông Nhi, Suboi, Gil Lê) (tác giả kịch bản, đạo diễn)
- "Hangover" (Thu Minh) (đạo diễn, sản xuất)
- "Nơi nào có em" (Nukan Trần Tùng Anh) (đạo diễn, tác giả kịch bản)
- "Let's go party" (Addy Trần, Will, Tronie Ngô) (đồng đạo diễn hình ảnh với Tands Lê, đồng sản xuất, đạo diễn với Ngô Thanh Vân)
- "Có khi nào rời xa" (Bích Phương & Nukan Trần Tùng Anh) (đạo diễn, tác giả kịch bản)
- "Nói làm sao hết" (Tăng Nhật Tuệ) (đạo diễn, tác giả kịch bản)
- "Đôi cánh màu bạc (Silver wings)" (365) (đạo diễn hình ảnh, biên tập viên)
- "Bao đêm em khóc một mình" (Uyên Trang) (đạo diễn)

### Phim
- Aether – Thinh không (phim ngắn, đạo diễn, nhà sản xuất, tác giả kịch bản, biên tập)
- Bộ tứ 10A8 (sitcom, biên tập kịch bản)
- Chàng trai năm ấy (phim điện ảnh, đồng tác giả kịch bản với Nguyễn Quang Huy và Nhật Bành)
- Chít và Pi (phim truyền hình, trợ lý đạo diễn)
- Hai tư sáu (phim ngắn, dựng phim)
- 12 chòm sao: Vẽ đường cho yêu chạy (phim điện ảnh, đạo diễn)
- 100 ngày bên em (phim điện ảnh, đạo diễn)
- Anh trai yêu quái (phim điện ảnh)
- Quần xì kỳ diệu (phim điện ảnh thứ 4 với vai trò đạo diễn nhưng chỉ mới thông báo casting diễn viên)
- Khao khát đỉnh cao (phim tài liệu của 365, biên tập hậu kỳ)
- Mười bước chân (phim ngắn, dựng cốt truyện)
- Sét đánh một cách rất rụt rè (phim ngắn, tác giả kịch bản, đạo diễn)
- Wings of time (Dòng thời gian) (phim ngắn, tác giả kịch bản, biên tập viên, đạo diễn)
- L.O.V.E (phim ngắn, tác giả kịch bản, editor, đạo diễn)
- Just another Valentine's story (phim ngắn, sản xuất, đạo diễn, tác giả kịch bản, editor)
- What if (Giả sử) (phim ngắn, đạo diễn, biên kịch)
- Go green – Hành trình xanh (phim ngắn, diễn viên, vai Ngọc Phương)
- Nhật ký Vàng Anh (phim truyền hình, diễn viên, vai Dũng)
- Deep water (phim ngắn, diễn viên, đóng vai the angel of death (thiên thần của cái chết))
- Tôi biết bạn đã làm gì suốt năm qua (phim chiếu mạng, đạo diễn)
- Thế giới bí mật của mẹ (phim ngắn, đạo diễn)

### Chương trình online
- Chương trình ca nhạc Hát cho em (The show) (2021) (Isaac) (sản xuất)
- Chương trình ca nhạc Hát cho em (The show) 2 (2021) (Isaac) (sản xuất)

## Chương trình truyền hình
- Đừng để tiền rơi (người chơi khách mời cùng với Jun Phạm) (15/3/2017, VTV3)
- Studio H9 – Hẹn cuối tuần (khách mời cùng với Kiều Minh Tuấn) (HTV7)
- Tôi 20 (MC cùng với Thu Hằng) (VTC1)
- Người đứng vững (HTV7)

## Giải thưởng
- Giải Cánh diều cho "Đạo diễn xuất sắc nhất phim truyện điện ảnh" 2016
- Giải Ban giám khảo phim truyện điện ảnh xuất sắc nhất Liên hoan phim Việt Nam 2017
- Giải Ban giám khảo phim truyện điện ảnh xuất sắc nhất Liên hoan phim Việt Nam 2019
- Bằng khen cho phim điện ảnh xuất sắc nhất Giải Cánh diều 2020